# Quang Lãng
Quang Lãng là một xã cực nam thuộc huyện Phú Xuyên, thành phố Hà Nội. Xã này giáp ranh với các xã: Minh Tân, Tri Thủy, Khai Thái (thuộc huyện Phú Xuyên), giáp với xã Mộc Bắc (Duy Tiên - Hà Nam). Có sông Hồng chảy qua, với bãi phù sa bồi đắp.
Quang Lãng có 8 thôn: Sảo Hạ, Tạ, Sảo Thượng, Mễ, Tầm Thượng, Tầm Hạ, Quang Lãng, Mai Xá.
Chùa Giáng (Ráng) tên chữ là Viên Minh Tự khá nổi tiếng. Đây là nơi trụ trì của Hòa thượng Thích Phổ Tuệ, Pháp chủ Giáo hội Phật giáo Việt Nam.
Quần thể di tích Quang Lãng gồm các đền, đình, miếu, lăng mộ ở các làng thuộc địa bàn xã Quang Lãng thờ Lục vị đại vương (6 anh em trai là Nguyễn Vật, Nguyễn Lôi, Nguyễn Quảng, Nguyễn Quán, Nguyễn Linh, Nguyễn Lặc có công giúp vua Đinh Tiên Hoàng dẹp loạn 12 sứ quân, tiêu biểu như đình Sảo Thượng, đình Mai Xá,...
- Đình Quang Lãng là nơi thờ chính Nguyễn Quán và Nguyễn Lặc tại nơi mà 4 người em lập đồn Hạ.
- Đình Mễ thờ Lục vị đại vương, họ Nguyễn tên Vật, Lôi, Quảng, Quán, Linh, Lặc công giúp vua Đinh Tiên Hoàng dẹp loạn 12 sứ quân. Đình được xếp hạng di tích quốc gia.
- Đình Mai Xá là nơi thờ chính Nguyễn Quảng và Nguyễn Linh tại nơi hai ông mất và cũng thuộc khu vực lập đồn Hạ.
- Đình Sảo Thượng là di tích quốc gia thờ Nguyễn Vật - hiệu Hiển Vật đại vương là người anh cả trong sáu anh em trai có công giúp vua Đinh Tiên Hoàng dẹp loạn 12 sứ quân. Đặc biệt, Đạo quân của ông Nguyễn Vật đã tiến về Trường Châu đánh thắng sứ quân Trần Hồ. Đình được xếp hạng di tích quốc gia năm 2001.
- Đình Tạ và đình Sảo Thượng là nơi thờ chính Nguyễn Vật tại nơi người anh cả lập đồn Thượng.
- Đình Tầm Khê thờ chính Nguyễn Lôi, người đã lập đồn Trung tại khu Cây Gạo.